# Llista d'alcaldes de Bigues i Riells del Fai
Llista d'alcaldes de Bigues i Riells del Fai des del 1897:
- Joan Torroella i Puigdomènech (1897 - 1902)
- Genís Valls I Pujol (1902 - 1904)
- Martí Viaplana i Serra (1904 - 1906)
- Miquel Viaplana i Oliver (1906 - 1909)
- Josep Bachs i Margartit (1909 - 1910)
- Joan Coll i Vila (1910 - 1912)
- Josep Camp i Noguera (1912 - 1914)
- Francesc Codina i Plans (1914 - 1916)
- Josep Camp i Noguera (1916 - 1920)
- Miquel Garriga i Vilà (1920 - 1923)
- Josep Gol i Canals (1923 - 1930)
- Mateu Font i Uyà (1930 - 1931)
- Antoni Arisa i Domènech (1931 - 1933)
- Joan Flaqué i Riera (1933 - 1934)
- Miquel Alemany i Roure (1934 - 1936)
- Llorenç Matas i Grivé (1936 - 1939)
- Joan Garriga i Vila (1939 - 1940)
- Jaume Vila i Roca (1940 - 1946)
- Josep Viaplana i Bachs (1946 - 1953)
- Francesc Garolera i Canals (1953 - 1964)
- Isidre Prat i Bachs (1964 - 1976)
- Miquel Bosch i Valls (1976 - 1992)
- Josep Maria Pastallé i Cañadell (1992 - 2007)
- Elena Argemí i Morral (2007 - 2009)
- Joan Moreno i León (2009 - 2011)
- Joan Vila i Massague (2011 - 2015)
- Joan Galiano i Peralta (2015 - ...)